# Jill Valentine
Jill Valentine (ジル・バレンタイン?, Jiru Barentain) è un personaggio fittizio e una dei protagonisti della serie Resident Evil, serie videoludica di genere survival horror targata Capcom.

## Caratteristiche
Jill Valentine è un ex poliziotta, membro di un'unità speciale chiamata S.T.A.R.S., che esercita presso una città americana immaginaria, Raccoon City. Jill è particolarmente abile con le armi bianche, e scassina le serrature molto rapidamente. Nel quinto episodio subisce una mutazione genetica, ottenendo prestazioni fisiche notevoli.
Appare come una donna risoluta e molto testarda, fattore che sorprende e innervosisce spesso i suoi alleati. La sua caparbietà si rivela tuttavia spesso la sua salvezza.
Nella scheda del primo episodio, Jill viene descritta come una donna alta un metro e sessantasei centimetri, dal peso di cinquantasei chili. Ha gli occhi azzurri e i capelli castani, e il suo gruppo sanguigno è "B".

## Biografia

### Infanzia e gioventù
Jill Valentine nasce il 14 febbraio 1975, in una località Fort Worth in Texas degli Stati Uniti. La madre è di origini giapponesi, mentre il padre è francese. La sua vita prima degli eventi del gioco è incerta in quanto ne esistono tre differenti versioni:
La versione principale pubblicata nel primo episodio vuole che Jill sia un'esperta di esplosivi arruolata presso il corpo speciale di polizia della S.T.A.R.S.. Prima di lavorare nel suddetto corpo speciale, aveva operato presso un'unità militare segreta conosciuta come Delta Force.
Un'altra versione, contrastante con la prima e attualmente riconosciuta, sostiene invece che Jill fosse una ladra che dopo aver conosciuto un poliziotto, Barry Burton, abbandona la vita di fuorilegge e, aiutata da Barry, entra nelle forze dell'ordine e successivamente nella S.T.A.R.S..
La versione narrata dalla scrittrice S.D. Perry ricalca la versione secondaria: Jill avrebbe avuto come unico parente prossimo noto il padre, Dick Valentine, uno scassinatore che fu arrestato lasciando l'adolescente Jill sola e senza una guida genitoriale. Jill a sua volta finì per intraprendere una vita di crimine e precariato sociale ed è in tale situazione che conobbe Barry Burton, che la dissuase dal proseguire lo stesso cammino del padre e l'aiutò a entrare nella S.T.A.R.S..
Ad ogni modo, il denominatore comune della varie storie resta il fatto che Jill si arruola, come Chris, nella S.T.A.R.S. grazie all'aiuto di Barry.

## Riassunto dei capitoli

### Resident Evil
La notte del 24 luglio del 1998, Jill fa parte della squadra Alpha incaricata di indagare su delle misteriose morti avvenute sulle montagne di Arklay, situate ai margini della città di Raccoon City, e di indagare su un'altra squadra inviata sul luogo e scomparsa misteriosamente.
Giunti sul luogo, Jill e alcuni membri della sua squadra trovano i resti dell'elicottero utilizzato dalla squadra Bravo, ma prima che essi possano investigare sull'accaduto vengono attaccati da alcuni cani insolitamente aggressivi che uccidono l'agente Joseph. Jill e i suoi compagni sono costretti a rifugiarsi in una villa nelle vicinanze ritenuta abbandonata da tempo. All'interno, Jill rinviene alcuni corpi della squadra che l'ha preceduta e si accorge che la stessa aggressività riscontrata nei cani si manifesta anche in alcune persone che trova all'interno dell'abitazione.
Svolgendo alcune indagini, Jill e i pochi membri superstiti della sua squadra scoprono che la villa è una copertura di un laboratorio scientifico segreto nel quale si svolgono ricerche sulle armi biologiche per conto della Umbrella Inc., una famosa multinazionale farmaceutica. Tra i suoi vari esperimenti, gli scienziati della struttura crearono una tossina sintetica, il virus T, che colpisce il sistema nervoso facendo regredire l'intelligenza a uno stato elementare che si manifesta con il bisogno di nutrirsi di qualsiasi altra forma di vita non infetta. In seguito ad un incidente di protocollo, tale tossina si disperde, infettando persone, animali e addirittura vegetali. Nei meandri del laboratorio, Jill scopre che il suo stesso capitano, Albert Wesker, lavora per conto della Umbrella e che si avvaleva della sua posizione nelle autorità locali per informare e coprire i movimenti occulti dell'azienda farmaceutica. L'uomo in questione non tarda a presentarsi, ed attiva una bio-arma chiamata Tyrant, venendo da questa però subito ucciso. Jill riesce a sconfiggere la creatura e fuggire dalla villa insieme a Chris Redfield, Barry Burton e Rebecca Chambers, a bordo di un elicottero guidato dal commilitone Brad Vickers.

### Resident Evil 3: Nemesis
Dico addio alla mia casa.
Questa è l'ultima speranza di sopravvivenza...
Questa è la mia ultima via di fuga...»
A circa due mesi di distanza dagli eventi della villa, l'infezione del virus T si propaga nelle fogne e raggiunge la città, causando un'epidemia nell'intera città di Raccoon City.
Jill, che in quei mesi si era battuta invano insieme ai suoi compagni di squadra per rivelare all'opinione pubblica la verità sulla villa e gli esperimenti condotti dalla Umbrella, tenta di fuggire dalla città e si reca alla stazione di polizia in cerca di superstiti tra i suoi colleghi. Giunta sul luogo, si imbatte in Nemesis, un'imponente arma biologica antropomorfa progettata dalla Umbrella per eliminare i membri della S.T.A.R.S., scomodi testimoni, che uccide il suo collega Brad e la insegue per ucciderla a sua volta. Jill incontra Carlos Oliveira, un mercenario appartenente all'unità della U.B.C.S. (Umbrella Biohazard Countermeasure Squad, una squadra che provvede alle contromisure sulle armi biologiche della stessa Umbrella), inviato sul luogo per raccogliere materiale di ricerca insieme alla sua squadra della quale sono rimasti soltanto lui, Viktor Mikhail e il supervisore Nikolai Ginovanev. La ragazza si unisce a questa unità superstite in cerca di un modo per lasciare la città, ma Nemesis li intercetta continuamente e sventa ogni tentativo di fuga. Jill rimane persino contagiata dal virus T dopo essere stata aggredita da Nemesis, ma Carlos riesce a procurarsi un vaccino nel laboratorio segreto dell'ospedale della città e mettere in salvo la ragazza, che adesso è immune alla tossina.
Proseguendo il loro cammino, i due scoprono un impianto di smaltimento segreto appartenente alla Umbrella e vengono messi al corrente del fatto che il governo statunitense ha deciso di prevenire un'ulteriore diffusione del virus, dapprima isolando la città, e successivamente radendola al suolo con una testata nucleare. I due vengono braccati prima da Nikolai, che tenta di ucciderli per ottenere un ulteriore compenso da parte della multinazionale, e successivamente da Nemesis, che viene infine sconfitto da Jill; raggiungono l'eliporto e vengono salvati da Barry Burton poco prima che la testata nucleare esploda sulla città.

### Resident Evil: The Umbrella Chronicles
18 febbraio 2003, Russia. Jill entra insieme a Chris a far parte dell'Unità Contenimento Rischi Biologici (un'organizzazione volta a smantellare le attività della Umbrella). I due si infiltrano in una base operativa della multinazionale situata in Russia, in cui era in preparazione una nuova arma biologica. Jill e Chris affrontano questa nuova minaccia, il T.A.L.O.S., per poi epurarlo dalle B.O.W. rimanenti.

### Resident Evil: Revelations
Nel 2005, in seguito alla fondazione della Bioterrorism Security Assessment Alliance (B.S.A.A.), Jill e l'agente Parker Luciani vengono incaricati di ritrovare Chris, scomparso sulla Queen Zenobia, una nave da crociera. Jill scopre che, prima di scomparire, Chris, accompagnato da Jessica Sherawat, stava cercando di sconfiggere un nuovo gruppo terroristico, il Veltro, che con il potente virus T-Abyss (ricavato dal virus Progenitor) era intento ad infettare le acque del pianeta.

### Resident Evil 5: Lost in Nightmares
Nel 2006 La B.S.A.A. mette Jill e Chris alla ricerca del cofondatore della multinazionale Umbrella Corporation, Ozwell E. Spencer, per arrestarlo. Una volta infiltrati nel castello del vecchio, i due agenti lo trovano a terra morto, ucciso da Albert Wesker, contro il quale ingaggiano una lotta. Wesker afferra Chris per il collo e tenta di ucciderlo, ma Jill per salvarlo scaglia Wesker giù per una finestra cadendo insieme a lui in baratro profondo. La donna viene quindi dichiarata ufficialmente morta.

### Resident Evil 5
Tre anni dopo, tuttavia, si scopre che Jill è ancora viva: poco dopo la sua presunta morte in Russia, Jill viene presa da Wesker per i suoi particolari anticorpi, sviluppati dopo un vaccino iniettato alla donna durante l’epidemia di Raccoon City otto anni prima, che si rivelano fondamentali per lo sviluppo di una nuova tossina sperimentale, l'Uroboros.
Sottoposta a tale trattamento, la donna viene tenuta in stato di criogenia per permettere, come nel caso di Alexia Ashford, che l'organismo assimilasse la tossina senza subire alterazioni genetiche. Il lungo periodo di tempo trascorso in criogenia causa sul corpo di Jill un indebolimento della melanina che rende la donna praticamente albina.
A processo ultimato, Wesker colloca sulla donna un dispositivo che le somministra sottocute, a intervalli regolari, una sostanza chimica denominata P30, che inibisce il sistema nervoso e quindi il controllo delle sue azioni, e la utilizza come guardia del corpo durante la sua permanenza in un villaggio situato nel Sudafrica.
Sul luogo, dove si trovano in missione Chris e Sheva Alomar, un agente presso la filiale sudafricana della B.S.A.A., Jill incrocia i due agenti e, su ordine di Wesker, li attacca. Tuttavia Chris riesce a rimuovere il dispositivo e a renderla nuovamente cosciente, e insieme bloccano le attività di Wesker.
Tempo dopo le vicende in Sud Africa, Jill e Chris ritornano sulle tracce della Umbrella, e altre società ad esse correlate.

### Resident Evil 5: Desperate Escape
Dopo che Chris insieme a Sheva cercano di catturare Albert Wesker, Jill sviene, più tardi verrà trovata da Josh Stone. Jill insieme a Josh cercano di fuggire da Kijuju e cercano di aiutare Chris a sconfiggere Wesker.

## Titoli in cui compare
Serie principale:
- (1996) Resident Evil
- (1999) Resident Evil 3: Nemesis
- (2009) Resident Evil 5
- (2009) Resident Evil 5: Lost in Nightmares
- (2009) Resident Evil 5: Desperate Escape
- (2012) Resident Evil: Revelations

Spin-off:
- (2006) Resident Evil Deadly Silence
- (2007) Resident Evil: The Umbrella Chronicles
- (2011) Resident Evil: The Mercenaries 3D
- (2012) Resident Evil: Operation Raccoon City

Altre versioni:
- (1997) Resident Evil: Director's Cut
- (1998) Resident Evil: Director's Cut Dual Shock
- (2002) Resident Evil (Rebirth)
- (2010) Resident Evil 5: Gold Edition
- (2020) Resident Evil 3 (Remake)

## Altri media
Il personaggio compare in diversi fumetti dedicati a Resident Evil e nei romanzi di S.D. Perry:
- Tyrant il distruttore (Resident Evil: Umbrella Cospiracy)
- Caliban Cove (comparsa)
- La città dei morti (Resident Evil: City of The Dead) (comparsa)
- L'orrore sotterraneo (Resident Evil: Underworld)
- Resident Evil - Nemesis (Resident Evil: Nemesis)

### Cinema
- Nei tre film ispirati alla saga (Resident Evil: Apocalypse, Resident Evil: Afterlife (cameo) e Resident Evil: Retribution), Jill viene interpretata da Sienna Guillory. Nel secondo film indossa lo stesso abbigliamento come viene visto prima nel videogioco Resident Evil 3: Nemesis, mentre nel quarto e quinto film è molto simile a quello di Resident Evil 5.
- Jill è una dei protagonisti dell'adattamento cinematografico reboot dei primi due videogiochi, interpretata da Hannah John-Kamen.

## Fuori dalla serie
- Under the Skin, (PlayStation 2)
- Marvel vs. Capcom 2: New Age of Heroes, 2000 (Arcade, PlayStation 2, PlayStation 3, Xbox Xbox 360)
- We Love Golf!, 2008, (Wii)
- Marvel vs. Capcom 3: Fate of Two Worlds e Ultimate Marvel vs. Capcom 3, 2011, PlayStation 3, Xbox 360
- Project X Zone - 2012 - (3ds)
- Dead by daylight - 2021 - (Multipiattaforma)

## Accoglienza
Retrospettivamente, la rivista Famitsū ha classificato Jill come la tredicesima eroina più famosa dei videogiochi degli anni '90.